# Aquel no era yo
Aquel no era yo és un curtmetratge d'Esteban Crespo García de 2012. La pel·lícula va tenir una estrena limitada el 9 de febrer de 2012 durant un acte organitzat per les ONG espanyoles Fundación El Compromiso, Amnistia Internacional, Save The Children, Entreculturas, Alboan, ONG DYES per celebrar el Dia Internacional contra l'Ús de nens soldats. Fou rodada a Toledo i a Madrid i finançada amb micromecenatge.

## Argument
La Paula i el Juanjo són cooperants espanyols que circulen pel camp africà amb el seu guia conductor. En un punt de control els detenen nens soldats amb metralladores que demanen veure els seus papers. Mentre el conductor mostra els papers, Juanjo fa una petita xerrada amb un dels soldats (Kaney). Abans que puguin passar, són detinguts pel general que els acusa de segrestar nens soldats.
Es veu un Kaney adult adreçant-se a una gran multitud, descrivint que no estava segur de si eren segrestadors o no, però que no li importava.
Els tres cooperants són presos com a ostatges al seu recinte militar. El general es dirigeix als nens i pregunta quin és el valent per disparar als captius. Un dels nens obre foc, matant el conductor i ferint un dels altres nens. El general elogia el nen "valent" i després ordena a Kaney que mati el seu amic ferit perquè està paralitzat i ja no pot ser un soldat. Encara que inicialment reticent, Kaney mata els seus amics, tot i que els captius i el seu amic li demanen que no també.
Un Kaney adult explica a la multitud que en la seva cultura la família és molt important, i mentre que els soldats són com els seus germans, el General és com el seu pare, i per això sempre el va obeir.
Juanjo també és assassinat, deixant Paula com única captiva que queda. Teniente s'emmanilla a la Paula i la viola mentre Kaney fa guàrdia. L'assalt és interromput per un atac al recinte. La Paula s'amaga mentre tot el campament és esborrat pels militars. Després de l'atac, la Paula passa corrents entre els cadàvers dels nens caiguts fins a un jeep abandonat. Abans de poder escapar, veu que Kaney encara és viu. Després d'un moment de vacil·lació, agafa una pistola d'un soldat caigut i corre darrere d'ell. Ella s'emmanilla a Kaney i, a punta de pistola, el porta de nou al jeep. Junts condueixen des del recinte.
Arriben a una bifurcació de la carretera i la Paula, encara sostenint l'arma i tremolant de llàgrimes, demana que Kaney li indiqui el camí cap a la ciutat. Kamey està tranquil i es nega a dir-li-ho. La Paula, encara plorant, diu que el portarà a un lloc amb un llit real i nous amics, però ell li ha de dir on ha d'anar.
La Paula li diu a Kaney que no el podrà protegir si l'exèrcit els troba. Kaney li diu amb calma que si la seva gent el troba, s'assegurarà que la Paula "s'ho passi molt bé". La Paula, entre llàgrimes, dispara a Kaney a la cama, Kaney crida de dolor mentre la Paula crida: "Què et passarà ara! Ara ets un coix!"
La pel·lícula acaba amb l'adult Kaney que acaba el seu discurs davant la multitud. El públic aplaudeix i el pla final és la Paula entre el públic, plorant i aplaudint el seu discurs.

## Repartiment
- Alejandra Lorente com a Paula
- Gustavo Salmerón com a Juanjo
- Jose Maria Chumo com a conductor
- Alita Rodgers Jr. com a Teniente
- Juan Tojaka com a Kaney quan era nen
- Babou Cham com a general
- Mariano Nguema com a Kaney com a adult

## Premis
| Premis                                          | Premis               | Premis                                | Premis         | Premis    |
| Premi                                           | Data                 | Categoria                             | Nominat        | Resultat  |
| ----------------------------------------------- | -------------------- | ------------------------------------- | -------------- | --------- |
| Premis Oscar de 2014                            | 2 de març de 2014    | Oscar al millor curtmetratge          | Esteban Crespo | Nominat   |
| XXVII Premis Goya                               | 17 de febrer de 2013 | Goya al millor curtmetratge de ficció | Esteban Crespo | Guanyador |
| XX Mostra de Cinema Llatinoamericà de Catalunya | 11 d'abril de 2014   | Millor curtmetratge                   | Esteban Crespo | Guanyador |